# Jan Vennegoor of Hesselink
Jan Johannes Vennegoor of Hesselink (nascut el 7 de novembre del 1978 a Oldenzaal) és un exfutbolista neerlandès que jugava com a davanter.

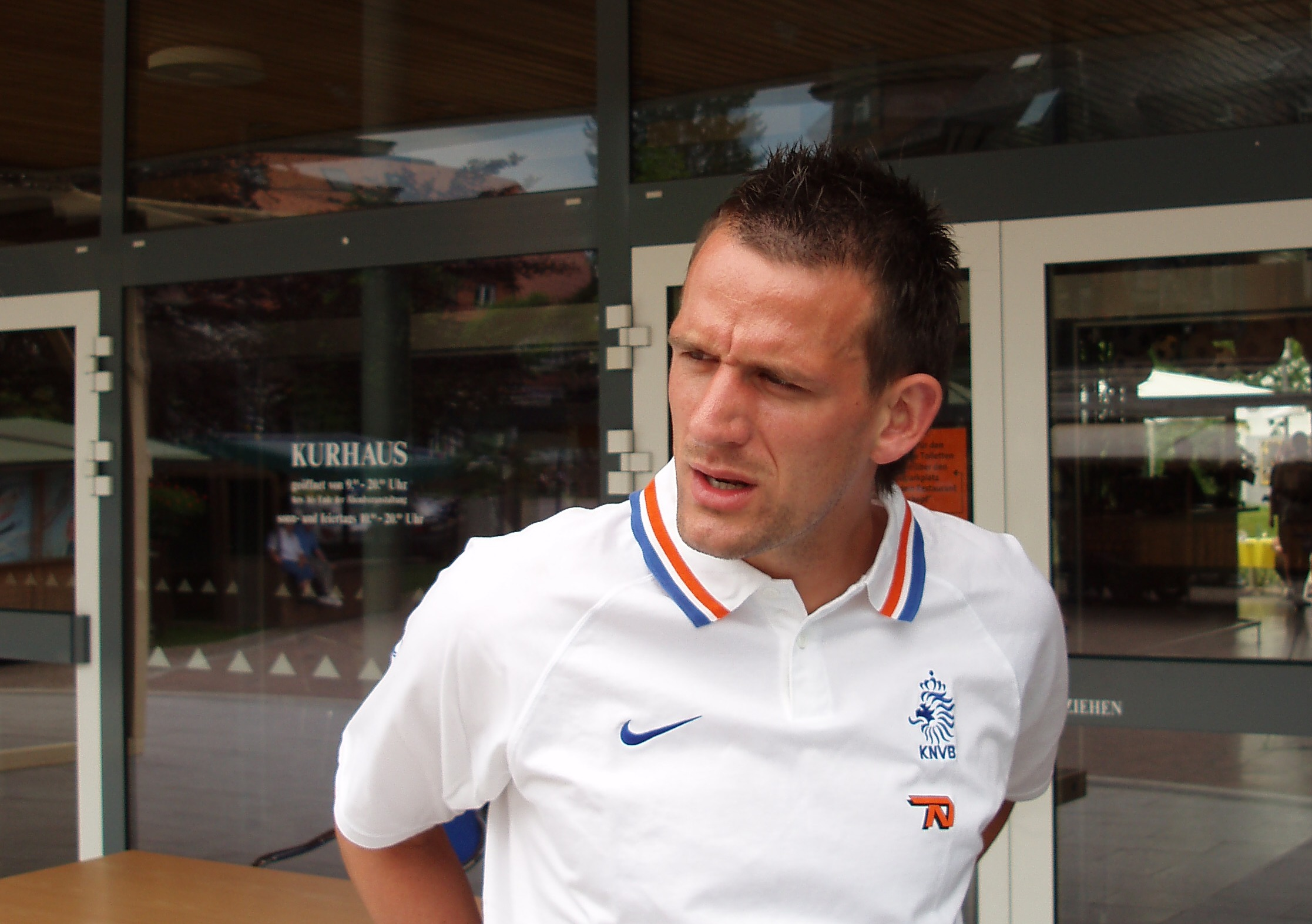
Jan Vennegoor of Hesselink